# 3830 Trelleborg
3830 Trelleborg је астероид главног астероидног појаса чија средња удаљеност од Сунца износи 3,033 астрономских јединица (АЈ).
Апсолутна магнитуда астероида је 11,5.